# Festa della Beata Vergine del Carmelo (Palmi)
La festa in onore della Beata Vergine del Carmelo (o di Maria Santissima del Carmelo) è un secolare evento religioso e civile che si svolge annualmente a Palmi, il 16 luglio.
Il 16 novembre viene invece commemorato l'anniversario del miracolo del terremoto del 1894.
Il culto di Palmi verso la Madonna del Carmine è stato oggetto di attenzione, per due volte, da parte della pubblicazione La Domenica, edizioni San Paolo, distribuita settimanalmente in gran parte delle 25.000 parrocchie italiane.

## Storia

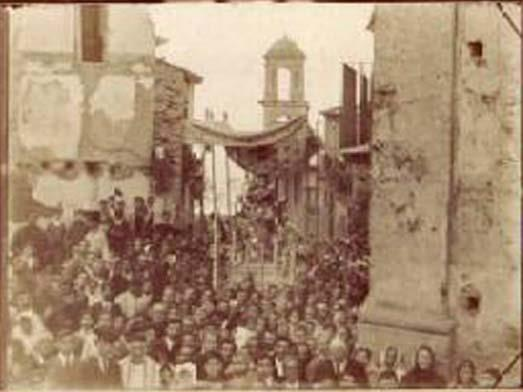
Una processione per le vie cittadine, della Madonna del Carmine, effettuata nel periodo del miracolo del 1894.

La presenza dei padri carmelitani a Palmi risale al 1540, e vi rimasero fino 1652. Nell'antica chiesa del convento, in una cornice sopra l'altare maggiore, vi era un'immagine su tela ad olio della «Madonna del Carmine nell'atto di consegnare lo scapolare a San Simone Stock».
Sempre del XVII secolo sono anche le notizie più antiche sulla celebrazione cittadina, al 16 luglio, di una festa dedicata a Maria Santissima del Carmelo, secondo quanto riportato dal Catasto onciario del tempo. A dare inizio alla festività fu la confraternita di «Nostra Signora del Carmine», costituita nel 1689 subentrando ai padri carmelitani nella gestione della chiesa conventuale e del culto verso la madre di Gesù.
Nel 1782 venne commissionata all'artista Domenico De Lorenzo una statua, a tutt'oggi al centro delle celebrazioni in onore di Maria Santissima del Carmelo.
Anche a metà del XIX secolo viene confermata al 16 luglio la celebrazione di una festività a Palmi dedicata a «N.S. del Carmine», nella «chiesa dello stesso titolo». Inoltre le cronache di quegli anni riportano che, in onore della Madonna del Carmine, «non è famiglia che il mercoledì, giorno a lei consacrato, non si astenga dalle carni» e che la devozione alla Vergine del monte Carmelo era «universale» a Palmi, anche se l'omonima confraternita cittadina non ammetteva che i maestri ed i nobili.
Nel 1894 il culto palmese nei confronti di Maria Santissima del Carmelo ebbe un forte impulso, grazie ad un evento miracoloso che, secondo la Chiesa cattolica, sarebbe avvenuto tra il 31 ottobre ed il 16 novembre 1894. La statua della Madonna si fece scorgere dai fedeli per 17 giorni con movimento degli occhi e con cambiamenti di colorazione del volto. La stampa locale e nazionale si occupò dell'avvenimento, e la sera del 16 novembre i fedeli improvvisarono una processione della statua per le vie cittadine. Quando la processione raggiunse l'estremità della città, un violento terremoto colpì tutto il Circondario di Palmi, rovinando gran parte delle abitazioni ma recando solo 9 vittime su circa 15.000 abitanti, poiché la quasi totalità della popolazione era in strada a seguito della processione.
Dal 16 novembre 1895, primo anniversario del terremoto del 1894 e del miracolo, la città e la congrega decisero di commemorare annualmente l'evento avvenuto l'anno precedente, innalzando le date del 16 luglio e del 16 novembre quali feste di precetto.
Durante la festività del 16 luglio 1896 la statua di Maria Santissima del Carmelo, unitamente a quella di Gesù Bambino, venne solennemente incoronata dal Capitolo Vaticano.
I padri carmelitani di Puglia, nel 1927, dopo secoli presero possesso nuovamente della chiesa tornando ad occuparsi anche della divulgazione del culto verso Maria Santissima del Carmelo.
Il 16 novembre 1944, nel 50º anniversario del miracolo, i padri carmelitani celebrarono l'«anno del giubileo d'oro», che consistette in molteplici avvenimenti religiosi e civili. Il 16 novembre del 1969 venne invece celebrato il 75º anniversario del miracolo, mentre il 16 novembre 1994 venne commemorato il primo centenario dell'evento, con elevazione della chiesa a «santuario». Durante tutto il periodo dei festeggiamenti la statua venne trasportata e conservata all'interno del duomo cittadino. Lo stesso trasporto nella chiesa madre avvenne anche in occasione delle processioni del 16 luglio 1996, per la ricorrenza del primo centenario dell'incoronazione delle icone della Vergine e di Gesù Bambino, e del 16 novembre 2019, in concomitanza del 125º anniversario del miracolo.

## La statua

### Storia

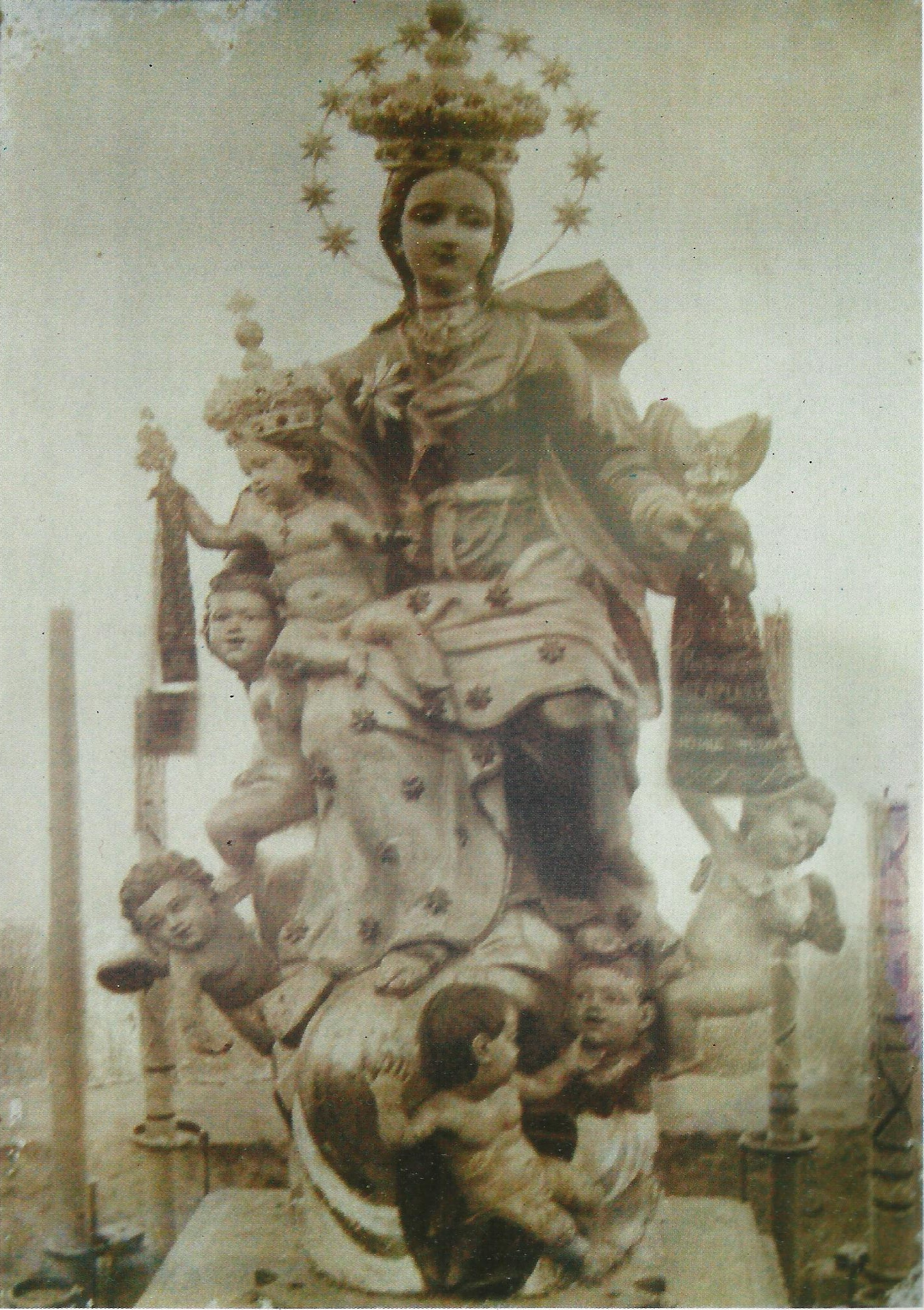
La statua nel 1894.

L'attuale gruppo scultoreo di Maria Santissima del Carmelo e angeli venerato a Palmi è un'opera del 1782, realizzata dallo scultore Domenico De Lorenzo. Furono realizzate dallo stesso scultore, sempre a Palmi, anche l'attuale statua di Maria Santissima del Soccorso e l'antica statua dell'Immacolata Concezione, tant'è che le stesse tre effigi venivano chiamate dal popolo «le tre sorelle».
Il contratto per la realizzazione del gruppo scultoreo, firmato dal De Lorenzo e dalla Nobile congrega di Maria Santissima del Carmelo, venne redatto il 26 maggio 1782 con alcune condizioni, come ad esempio il materiale da utilizzare, l'altezza ed alcune caratteristiche estetiche della statua, gli abiti "indossati" dalla Madonna e da Gesù Bambino e l'inserimento di alcuni angeli). La somma pagata dalla congrega all'artista fu di 70 ducati.
Alla fine del XX secolo il gruppo scultoreo fu oggetto di lavori di restauro.

### Descrizione
L'opera policroma raffigurante Maria Santissima del Carmelo e angeli è realizzata, con proporzioni quasi a grandezza naturale, in legno di tiglio scolpito e dipinto ripercorrendo l'iconografia classica con la quale è rappresentata la Beata Vergine del Carmelo, attorniata da figure angeliche mentre tiene in braccio Gesù Bambino.

### Collocazione
(Antica preghiera riportata nella pubblicazione La Domenica del 2011.)
Durante l'anno la statua di Maria Santissima del Carmelo è conservata nell'omonimo santuario, in un'edicola posta sopra l'altare maggiore del 1777, realizzato in marmo bianco scolpito con policromi intarsi ad opera di Paolo Rechichi e Antonio Chitton. Sopra l'edicola, rivestita al suo interno da un mosaico e protetta da una cornice dorata con vetro, è collocato il monogramma della Madonna.

### La copia
Nella museo "Sala Regina Pacis" adiacente al santuario, è conservata una copia del gruppo scultoreo Maria Santissima del Carmelo e angeli ripercorrente la stessa iconografia dell'originale ed utilizzato per le processioni del 16 luglio e del 16 novembre, in modo da preservare la copia più antica, che tuttavia viene comunque utilizzata nelle processioni di particolari ricorrenze. Questa copia è stata realizzata nel XX secolo dall'artista Giuseppe Stuflesser, in legno scolpito e dipinto.
Sempre nel museo è conservata anche un dipinto in olio su tela raffigurante la Madonna del Carmine nell'atto di consegnare lo scapolare a San Simone Stock, risalente al XVI secolo e opera di scuola napoletana.

## La base processionale
La base processionale, localmente chiamata "varetta" quale diminutivo di vara, ha la funzione di supporto per il trasporto della statua di Maria Santissima del Carmelo in processione per le vie cittadine, il 16 giugno e il 16 novembre, e di esporre l'icona alla venerazione dei fedeli nei giorni delle due ricorrenze. La varetta è in legno intagliato e dipinto dorato, realizzata nel XX secolo ad opera di maestranze locali.
Il giorno della festa la base processionale viene addobbata di fiori e le vengono inserite alla base due stanghe in legno di sei metri ciascuna (rivestite di cuscini), che servono ai "Portatori di Maria Santissima del Carmelo" per alzare e trasportare a spalla il fercolo in processione.

### I portatori
Il compito del trasporto a spalla per le vie cittadine della base processionale sulla quale è posta la statua di Maria Santissima del Carmelo 
spetta a quattordici portatori, dei quali dodici posizionati sotto le due stanghe più altri due denominati "timonieri", uno davanti e uno dietro alla varetta, che hanno il compito di dare indicazioni sulle manovre da effettuare durante il percorso processionale. Seguono la base processionale ulteriori portatori in sostituzione, durante il tragitto, di quelli sotto le stanghe.
La divisa dei portatori, in occasione della processione, è composta da pantaloni scuri, una maglietta bianca e lo scapolare al collo.

## Tradizioni religiose
Le funzioni religiose iniziano il 7 luglio con l'inizio della novena dedicata a Maria Santissima del Carmelo, celebrata ogni giorno nell'omonimo santuario. Nel periodo della novena, il gruppo scultoreo di Maria Santissima del Carmelo e angeli viene esposto alla venerazione dei fedeli, traslandolo dall'altare maggiore, nel quale è collocato durante l'anno, alla base processionale che viene posizionata nella navata, lato destro, a ridosso dei gradini del presbiterio. La traslazione del gruppo scultoreo avviene tramite una particolare attrezzatura meccanica (un carrello mobile) collegata da un lato all'edicola nell'altare maggiore dov'è collocato il simulacro e, dall'altro, alla base processionale. Il simulacro viene pertanto spostato dalla nicchia alla piattaforma del carrello mobile e, successivamente, questa piattaforma viene fatta scendere lentamente, tramite manovella, fino alla piano superiore della base processionale. La base processionale solitamente viene in seguito adornata da un baldacchino damascato.
Il giorno dedicato a Maria Santissima del Carmelo è come detto il 16 luglio, nel quale il calendario liturgico celebra la festa per commemorare l’apparizione della Vergine a San Simone Stock, priore generale dell’Ordine dei Carmelitani, avvenuta sul monte Carmelo in Palestina il 16 luglio 1251. Durante la mattinata vengono svolte nel santuario varie celebrazioni liturgiche alle quali segue la supplica.

### La processione
Nel tardo pomeriggio della festa viene invece celebrato l'evento principale della giornata, che consiste nella tradizionale e secolare processione per le vie cittadine della base processionale con il gruppo scultoreo dedicato a Maria Santissima del Carmelo. Solitamente viene utilizzata per la processione la copia recente della, mentre quella più antica e miracolosa viene trasportata solo in concomitanza di ricorrenze importanti.
La composizione della processione, elencata in ordine di sfilata, è la seguente:
- "Complesso dei tamburinari". Il corteo è aperto da un complesso di tamburinari che esegue un ritmo scandito per tutto il tempo di durata della stessa;
- Confraternite di Palmi, con stendardo e rappresentanza dei congregati in abiti processionali;
- Nobile congrega di Maria Santissima del Carmelo, con stendardo, Crocifisso processionale e rappresentanza dei congregati in abiti processionali;
- Padri carmelitani;
- Base processionale con il simulacro di Maria Santissima del Carmelo;
- Banda musicale;
- Fedeli.

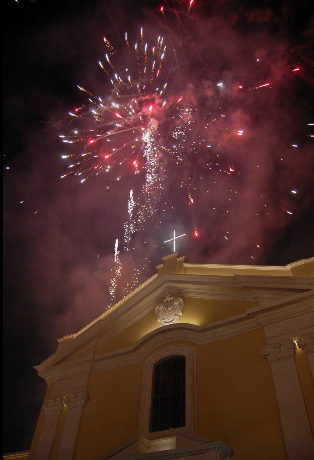
Spettacolo pirotecnico al rientro della processione.

Il percorso tradizionale della processione, che negli ultimi anni ha subito spesso delle variazioni di tragitto rispetto allo scorso secolo, nel quale era pressoché identico ogni anno ed aveva una lunghezza di 4,5 km e una durata di circa 3 ore, attraversa le principali vie del centro storico cittadino, fino a raggiungere e sostare in piazza I Maggio, baricentro sociale e culturale della città, prima di effettuare il ritorno al santuario.

## Tradizioni civili
Il programma dei festeggiamenti civili in onore di Maria Santissima del Carmelo prevede alcuni eventi specifici, concentrati essenzialmente nella giornata del 16 luglio: 
- la sfilata di una banda musicale per le strade di Palmi nella mattinata;
- lo sparo di colpi di mortaretto in concomitanza di determinati eventi della festa
- uno spettacolo pirotecnico a conclusione della giornata o al termine della processione.[4]

Inoltre, nei giorni della festa la facciata del santuario e la piazza del Carmine vengono addobbate con delle luminarie e, nella suddetta piazza, viene anche svolta una piccola fiera di venditori ambulanti.

## La ricorrenza del 16 novembre
L'anniversario del 16 novembre 1894 viene celebrato annualmente a ricordo del miracolo compiuto dalla statua della Vergine, dal 31 ottobre al 16 novembre di quell'anno, quando avvenne il terremoto. Le celebrazioni cominciano il 30 ottobre con l'esposizione della statua al centro della chiesa per la venerazione da parte dei fedeli. Il 31 ottobre invece inizia la «sedicina», periodo di preghiera che sostituisce la più tradizionale novena.

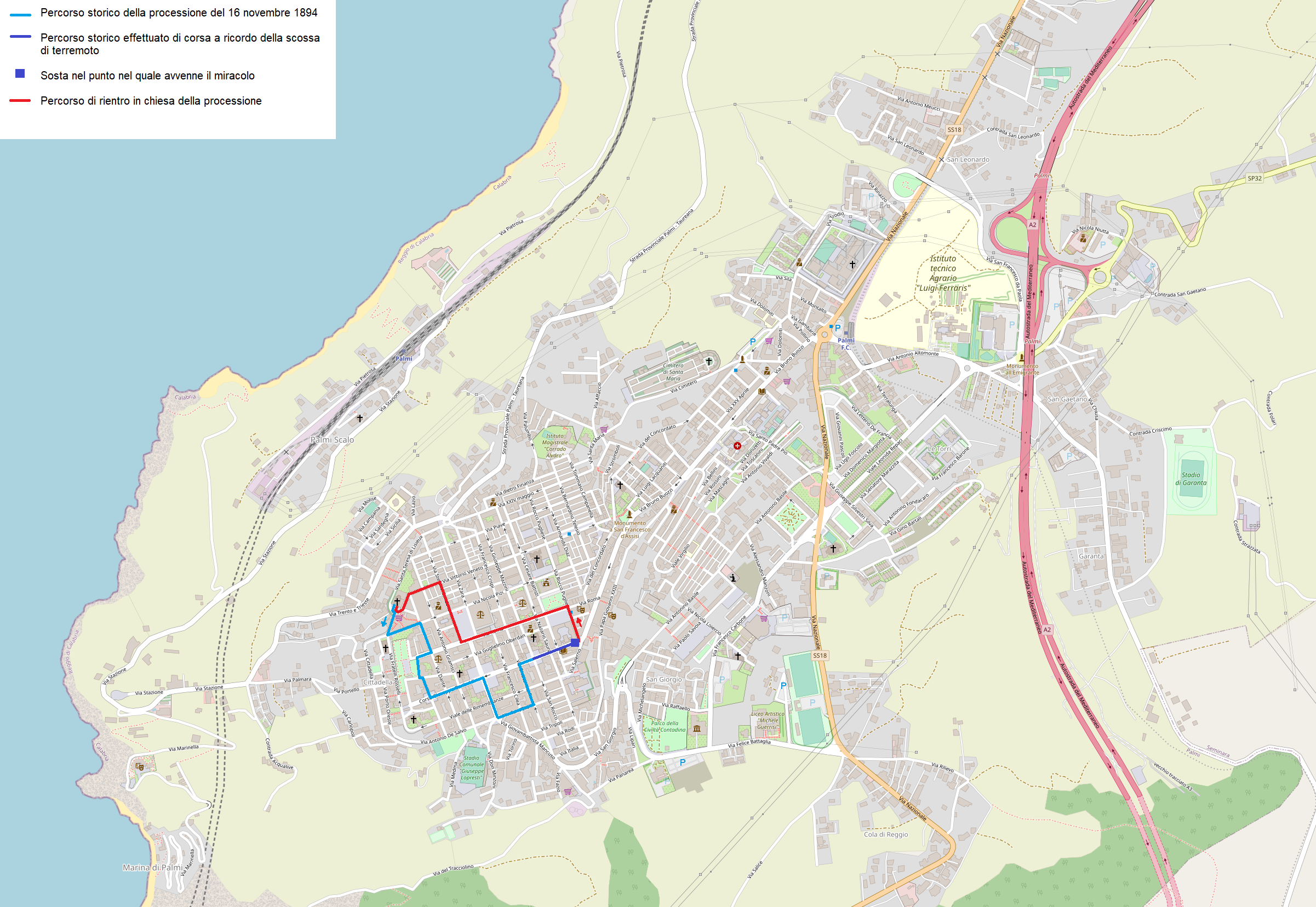
Il percorso della processione del 16 novembre.

La sera di ogni 16 novembre, alle ore 18.00, la statua della Madonna del Carmine viene nuovamente portata a spalla in processione, allo stesso orario e per le stesse vie cittadine percorse in quel 16 novembre 1894.
(Grido dei portatori durante la «rievocazione storica».)
All'arrivo della processione alla fine del corso Giuseppe Garibaldi, all'altezza del luogo in cui la stessa si trovò quella sera del 1894 quando avvennero le prime scosse di terremoto, i portatori della vara della Madonna del Carmine effettuano una «rievocazione storica», trasportando di corsa per qualche centinaio di metri il fercolo con la statua, ed emulazione di quanto fecero i portatori di allora, come conseguenza della paura che ebbero quando avvertirono le prime scosse di terremoto. Al termine della corsa, sul luogo dell'evento viene effettuata una sosta ed una breve omelia da parte dell'arcidiacono della concattedrale cittadina, prima del ritorno della processione e del simulacro al santuario.
Va segnalato che, data la straordinarietà dell'evento commemorato, i devoti di Palmi recitano, in via eccezionale, anche alle ore 12.00 del 16 novembre la «supplica alla Madonna del Carmine».

## La devozione popolare

### Le edicole cittadine
L'icona della Madonna del Carmine è l'immagine sacra più riprodotta nelle nicchie e nei tabernacoli sparsi per la città di Palmi. La Vergine è rappresentata nei seguenti luoghi:
- in un'edicola del Palazzo Mezzatesta, all'inizio del corso Giuseppe Garibaldi, a ricordo del luogo in cui sostò la processione al momento del terremoto e del miracolo del 1894.[2] Sotto l'edicola sono apposte tre lapidi marmoree. La prima fu realizzata dal canonico Domenico Alfarone subito dopo l'evento. La seconda, del 1897, riporta le indulgenze concesse da papa Leone XIII ai fedeli che pregheranno dinnanzi alla suddetta edicola mentre l'ultima fu realizzata dal Comune di Palmi in occasione del centenario del terremoto;
- in una nicchia in piazza I Maggio;[2]
- in una nicchia all'incrocio tra la via Tripoli e la via Mancuso;[2]
- in una edicola posta in via Trento e Trieste, con una copia a grandezza naturale della statua conservata nel santuario;[2]
- nell'edicola chiamata «croce dei morti», in contrada Acqualive;
- in cima all'omonimo obelisco in piazza del Carmine.[2]

## La festa nei mass media
- Il culto di Palmi verso la Madonna del Carmine è stato oggetto di attenzione, per due volte, da parte della pubblicazione La Domenica, edizioni San Paolo, distribuita settimanalmente in gran parte delle 25.000 parrocchie italiane. Nell'edizione n. 41 del 15 luglio 2001 è inserita una foto della statua palmese mentre nell'edizione n. 42 del 10 luglio 2011[34] venne riservato un articolo dal titolo «Il 16 luglio a Palmi (Reggio Calabria) - Il culto popolare alla Madonna del Carmine».[11]
- Nel 2011 il TG Regione della Calabria, nella rubrica «Il settimanale», ha dedicato un approfondimento sull'anniversario del 16 novembre.[35]

## Curiosità
- La festa della Madonna del Carmine a Palmi, nei secoli scorsi, era ravvivata anche da una tradizione profana particolare, che consisteva nell'inizio delle attività balneari della popolazione locale il 16 luglio.[11]

### Esplicative
1. ↑  A seguito di atto emesso il 15 settembre 1895 dal Cancelliere per gli atti A. Panici.
2. ↑  Tra i quali una Via Crucis ed una veglia di preghiera.
3. ↑  Come l'intitolazione della piazza antistante al santuario con il nome di «Piazza Carmine nel 50° del miracolo».
4. ↑  Regolamento Comunale per il commercio su aree pubbliche del Comune di Palmi (Approvato con Del. C.P. n. 77 del 14/05/2007). Articolo 10 "Localizzazione, caratteristiche, giorni e orari di svolgimento di mercati, fiere e sagre" comma 2) punto b) Festa della Madonna del Carmine.
5. ↑  Il percorso della processione e della rievocazione storica è il seguente: piazza del Carmine, via Santa Teresa di Lisieux, via Nicola Pizi, via Dante, via Roma, via Nicola Antonio Manfroce, piazza Cavour, corso Giuseppe Garibaldi, piazza I Maggio, corso tenente Aldo Barbaro, viale della Rimembranze, via Francesco Cilea, via Sant'Elia, via Gioacchino Poeta, corso Giuseppe Garibaldi e piazza della Libertà.
6. ↑  Il percorso effettuato per il rientro è il seguente: piazza Pentimalli, via Rocco Pugliese, via Roma, via Zara, via Vittorio Veneto, piazza del Carmine.

### Bibliografiche
1. 1 2 3 4   Festa della Madonna del Carmelo a Palmi con la processione della statua per le vie della città, su costaviolaonline.it. URL consultato il 17 giugno 2014.
2. 1 2 3 4 5 6 7 8 9   Santuario S. Maria del Carmine (Palmi), su vitacarmelitana.org. URL consultato il 17 giugno 2014 (archiviato dall'url originale l'11 maggio 2014).
3. ↑   Palmi festeggia la Madonna "Madre del perpetuo Soccorso", su filippo-marino.it. URL consultato il 1º ottobre 2021 (archiviato dall'url originale il 13 aprile 2013).
4. 1 2 3 4 5   Palmi - Madonna del carmine 2016, su YouTube, 17 luglio 2016,  a 00 min 00 s. URL consultato l'11 novembre 2016.
5. ↑  Per la festa del 16 luglio.
6. 1 2 3  Leopardi, pag. 168.
7. 1 2  Leopardi, pag. 305.
8. ↑  Per la ricorrenza del 16 novembre.
9. ↑   Madonna del Carmelo in Calabria, su viaggiareincalabria.com. URL consultato il 2 dicembre 2014 (archiviato dall'url originale il 9 novembre 2016).
10. 1 2 3 4 5   Il Toc di Palmi, su vitacarmelitana.org. URL consultato il 27 novembre 2014 (archiviato dall'url originale il 17 settembre 2011).
11. 1 2 3 4 5   La Domenica - 10 luglio 2011 XV DOMENICA DEL TEMPO ORDINARIO / A, su stpauls.it. URL consultato il 17 giugno 2014.
12. ↑  De Salvo, pag. 151.
13. ↑  De Salvo, pag. 152.
14. 1 2 3 4 5 6 7   De Lorenzo D. (1782), Madonna del Carmelo, su beweb.chiesacattolica.it. URL consultato il 17 giugno 2019.
15. ↑  Guardata, pag. 36.
16. ↑  Romeo Baldari, pag. 47.
17. 1 2  Annibale Riccò, pag. 33.
18. ↑  Calogero, pag. 10.
19. ↑  Leopardi, pagg. 173-174.
20. 1 2  Poci, Poci, 1974.
21. ↑  Leopardi, pag. 178.
22. 1 2 3  Lovecchio, pag. 17.
23. ↑  Lovecchio, pag. 18.
24. ↑   Stuflesser G. sec. XX, Madonna del Carmine, su beweb.chiesacattolica.it. URL consultato l'11 giugno 2020.
25. ↑   Scuola napoletana sec. XVI, San Simone Stock riceve lo scapolare, su beweb.chiesacattolica.it. URL consultato l'11 giugno 2020.
26. 1 2 3 4 5   Bottega calabrese sec. XX, Base processionale della Madonna del Carmine, su beweb.chiesacattolica.it. URL consultato il 10 dicembre 2019.
27. 1 2   Palmi (RC) - Madonna del Carmelo (anche detta del Carmine) - 2, su YouTube, 16 luglio 2011,  a 00 min 00 s. URL consultato il 17 giugno 2014.
28. ↑   video calata madonna 31 10 11, su YouTube, 31 ottobre 2011,  a 00 min 00 s. URL consultato il 21 giugno 2014.
29. ↑   Madonna del Carmelo, una delle devozioni più antiche della cristianità. Il culto in Calabria, su reportageonline.it. URL consultato il 6 dicembre 2019.
30. 1 2   Palmi festeggia Maria Santissima del Carmelo, su approdonews.it. URL consultato il 6 dicembre 2019.
31. 1 2 3   Palmi festeggiamenti in onore Maria Monte Carmelo, su approdonews.it. URL consultato il 6 dicembre 2019.
32. 1 2   Palmi (RC) - Madonna del Carmelo (anche detta del Carmine) - 1, su YouTube, 16 luglio 2011,  a 00 min 00 s. URL consultato il 17 giugno 2014.
33. 1 2   Il miracolo mariano, su carmelitanipalmi.it. URL consultato il 2 dicembre 2014 (archiviato dall'url originale il 4 aprile 2014).
34. ↑   La Domenica - 15 luglio 2001 XV DOMENICA TEMPO ORD., su stpauls.it. URL consultato il 17 giugno 2014.
35. ↑   Tg3Calabria_Il_Settimanale_26_11_11.wmv, su YouTube, 11 dicembre 2011,  a 00 min 00 s. URL consultato il 21 giugno 2014.